# Бурлацкое (Криворожский район)
Бурлацкое (укр. Бурлацьке) — село,
Весёловский сельский совет,
Криворожский район,
Днепропетровская область,
Украина.
Код КОАТУУ — 1221881202. Население по переписи 2001 года составляло 261 человек.

## Географическое положение
Село Бурлацкое находится на расстоянии в 4 километра от правого берега реки Каменка,
на расстоянии в 4 километрах от села Весёлое.
По селу протекает пересыхающий ручей с запрудой.